# ウェストミンスター信仰告白
ウェストミンスター信仰告白（ウェストミンスターしんこうこくはく、英語: Westminster Confession of Faith）は、カルヴァン主義神学の伝統にある改革派信仰の信仰告白である。イングランド国教会のため、1646年にウェストミンスター会議で作成された信仰告白であるが、スコットランド教会でも聖書に「従属する教理基準」として採択され、世界的に長老派教会の信仰告白として全面的に、また、一部の組合派とバプテスト教会でも修正して採用している。
1643年にイングランド議会は、ウェストミンスター会議にイングランド国教会の礼拝、教理、教会政治と戒規についての勧告を要請した。この会議は5年の間に、ウェストミンスター信仰告白、ウェストミンスター小教理問答、ウェストミンスター大教理問答を作成した。以来3世紀以上の間、世界中の教会で信仰告白と教理問答は聖書に従属する信仰基準として採用されている。

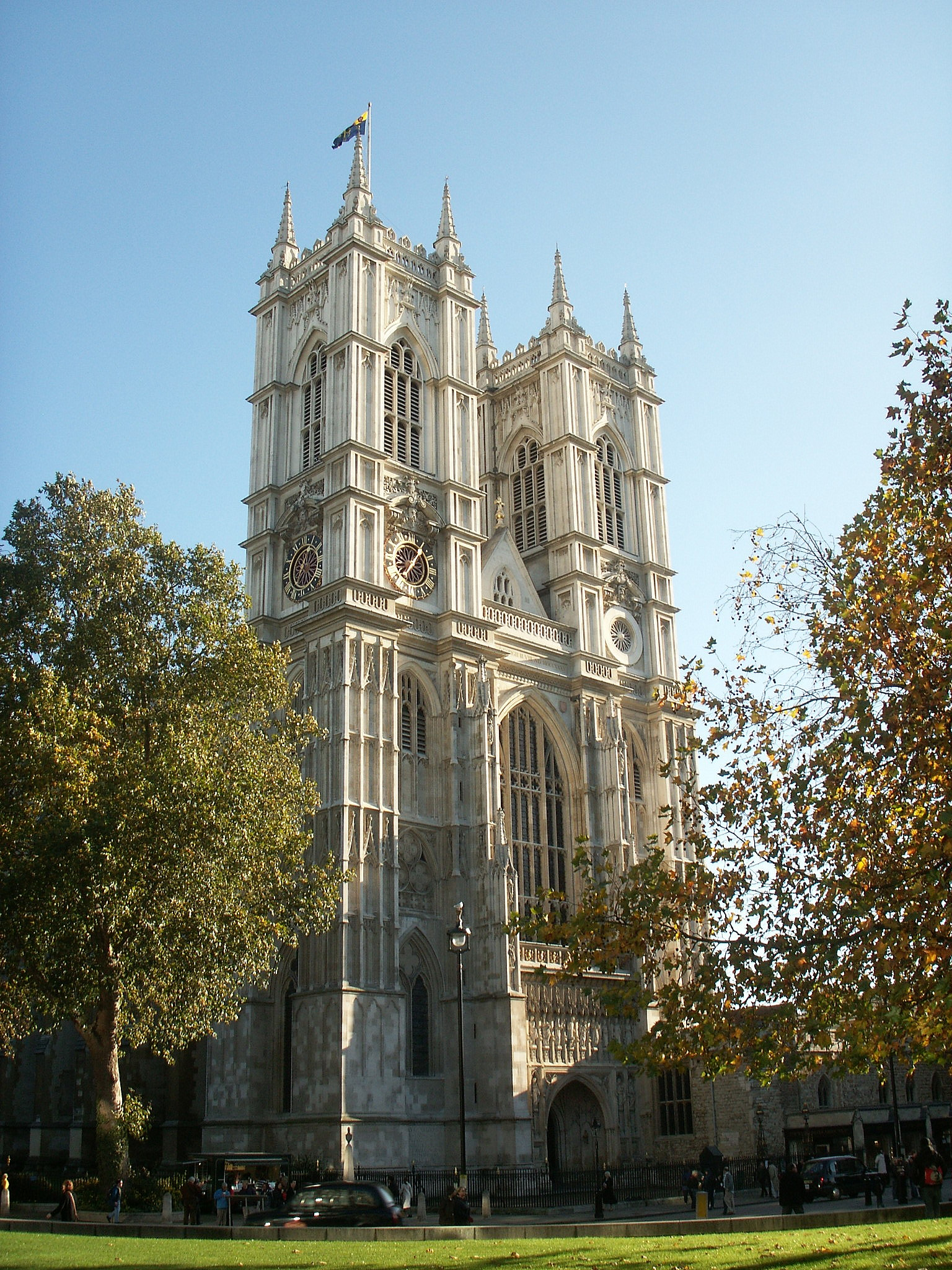
ウェストミンスター教会

## 歴史
イングランド内戦時（1642年 - 1649年）、イングランド議会はスコットランドの政治を掌握していたカヴェナンターと同盟を結んでチャールズ1世に立ち向かった。121人のピューリタンの牧師が参加したウェストミンスター会議の目的は、イングランド国教会の改革のための正式の文書を作成することであった。スコットランド教会は、すでに主教戦争で主教制を打倒し、長老制を採用していた。イングランドとスコットランドは、同盟のため国民契約を結成した。それは、イングランド国教会が監督制を放棄し、カルヴァン派の教理と礼拝を採用することを意味した。イングランドは、信仰告白と教理問答でスコットランドの助けを得た。会議に出席していたスコットランドの委員は作成された信仰告白に納得し、この信仰告白は1646年にイングランド議会と、スコットランド教会の大会に提出された。スコットランド教会は1647年にそのまま改正なしの信仰告白を採決した。イングランドは根拠聖句を要求し、信仰告白を会議に差し戻した。議論の末、イングランド議会は、1648年に信仰告白を採決した。翌年、スコットランド議会は改正せずにそれを批准した。
1660年の王政復古による主教制、監督制の復活の結果として、この議会の採決は無効にさせられた。しかし、名誉革命でカトリックのジェームズ2世を廃し、ウィリアム3世が王位につくと、王はスコットランド議会に再びウェストミンスター信仰告白の批准を認めた。

## 内容
信仰告白は、カルヴァン主義の正統的な神学を体系的に説明しているもので、ピューリタンとカベナンター神学の影響を受けている。それは、三位一体、イエス・キリストの身代わりの死と復活など、すべてのキリスト教会で告白される普遍的な教理を含んでいる。また聖書のみ、信仰のみ、というプロテスタント信仰の教理が告白されている。さらに、議論の的となる二重予定説、アダムと業の契約、ピューリタンの救いの確信の教理、礼拝のミニマリズム、安息日の厳守についても述べる。またローマ教皇を反キリストと呼び、ローマ教皇を教会の頭とするカトリック教会のミサを偶像崇拝とし、ノン・クリスチャン、偶像崇拝者との結婚を禁止している。

### 聖書観
古プリンストン神学のウォーフィールドはウェストミンスターの聖書観が、ジャン・カルヴァンの聖書観、聖書自身の聖書観、イエス・キリストの聖書観であるとしており、聖書信仰の岡田稔もそれに同意している。しかし、E・A・ダウイ2世はこれが実質原理より形式原理を重視する正統主義に由来すると主張する。宗教改革者と正統主義を区別するダウイらの見解に対してはリベラル的であるとするブロミリの批判がある。岡田はさらにウェストミンスター信仰告白と聖書観を同じくするフランス信条がカルヴァンによることを指摘している。

### 日本
つのぶえ社から、昭和26年10月号から昭和29年12月号までの「ウエストミンスター信仰告白」という文書が、単行本として出版されている。「先に矢内昭二教師の、「ウエストミンスター信仰告白講義解」が出版されていますが、本書とは少し行き方が違いますので併読して頂くことでお役に立つものと思います。」